# Arrondissement Toulouse
Das Arrondissement Toulouse ist eine Verwaltungseinheit des französischen Départements Haute-Garonne innerhalb der Region Okzitanien. Verwaltungssitz (Präfektur) ist Toulouse.
Im Arrondissement liegen 21 Wahlkreise (Kantone) und 226 Gemeinden.

## Wahlkreise
| - Kanton Blagnac - Kanton Castanet-Tolosan - Kanton Castelginest - Kanton Escalquens (mit 34 von 35 Gemeinden) - Kanton Léguevin - Kanton Pechbonnieu - Kanton Plaisance-du-Touch (mit einer von zehn Gemeinden) | - Kanton Revel - Kanton Toulouse-1 - Kanton Toulouse-2 - Kanton Toulouse-3 - Kanton Toulouse-4 - Kanton Toulouse-5 - Kanton Toulouse-6 | - Kanton Toulouse-7 - Kanton Toulouse-8 - Kanton Toulouse-9 - Kanton Toulouse-10 - Kanton Toulouse-11 - Kanton Tournefeuille - Kanton Villemur-sur-Tarn |

## Gemeinden
Die Gemeinden des Arrondissements Toulouse sind:
| 1. Aignes (31002)                    | 2. Aigrefeuille (31003)             | 3. Albiac (31006)                    | 4. Aucamville (31022)                  |
| 5. Aureville (31025)                 | 6. Auriac-sur-Vendinelle (31026)    | 7. Aurin (31029)                     | 8. Aussonne (31032)                    |
| 9. Auzeville-Tolosane (31035)        | 10. Auzielle (31036)                | 11. Avignonet-Lauragais (31037)      | 12. Ayguesvives (31004)                |
| 13. Azas (31038)                     | 14. Balma (31044)                   | 15. Baziège (31048)                  | 16. Bazus (31049)                      |
| 17. Beaupuy (31053)                  | 18. Beauteville (31054)             | 19. Beauville (31055)                | 20. Beauzelle (31056)                  |
| 21. Belberaud (31057)                | 22. Belbèze-de-Lauragais (31058)    | 23. Bélesta-en-Lauragais (31060)     | 24. Bellegarde-Sainte-Marie (31061)    |
| 25. Bellesserre (31062)              | 26. Bessières (31066)               | 27. Blagnac (31069)                  | 28. Bondigoux (31073)                  |
| 29. Bonrepos-Riquet (31074)          | 30. Bouloc (31079)                  | 31. Bourg-Saint-Bernard (31082)      | 32. Brax (31088)                       |
| 33. Bretx (31089)                    | 34. Brignemont (31090)              | 35. Bruguières (31091)               | 36. Buzet-sur-Tarn (31094)             |
| 37. Cabanac-Séguenville (31096)      | 38. Cadours (31098)                 | 39. Caignac (31099)                  | 40. Calmont (31100)                    |
| 41. Cambiac (31102)                  | 42. Caragoudes (31105)              | 43. Caraman (31106)                  | 44. Castanet-Tolosan (31113)           |
| 45. Castelginest (31116)             | 46. Castelmaurou (31117)            | 47. Castelnau-d’Estrétefonds (31118) | 48. Caubiac (31126)                    |
| 49. Cépet (31136)                    | 50. Cessales (31137)                | 51. Clermont-le-Fort (31148)         | 52. Colomiers (31149)                  |
| 53. Cornebarrieu (31150)             | 54. Corronsac (31151)               | 55. Cox (31156)                      | 56. Cugnaux (31157)                    |
| 57. Daux (31160)                     | 58. Deyme (31161)                   | 59. Donneville (31162)               | 60. Drémil-Lafage (31163)              |
| 61. Drudas (31164)                   | 62. Escalquens (31169)              | 63. Espanès (31171)                  | 64. Falga (31180)                      |
| 65. Fenouillet (31182)               | 66. Flourens (31184)                | 67. Folcarde (31185)                 | 68. Fonbeauzard (31186)                |
| 69. Fourquevaux (31192)              | 70. Francarville (31194)            | 71. Fronton (31202)                  | 72. Gagnac-sur-Garonne (31205)         |
| 73. Garac (31209)                    | 74. Gardouch (31210)                | 75. Gargas (31211)                   | 76. Garidech (31212)                   |
| 77. Gauré (31215)                    | 78. Gémil (31216)                   | 79. Gibel (31220)                    | 80. Goyrans (31227)                    |
| 81. Gragnague (31228)                | 82. Gratentour (31230)              | 83. Grenade (31232)                  | 84. Issus (31240)                      |
| 85. Juzes (31243)                    | 86. L’Union (31561)                 | 87. La Magdelaine-sur-Tarn (31311)   | 88. La Salvetat-Lauragais (31527)      |
| 89. La Salvetat-Saint-Gilles (31526) | 90. Labastide-Beauvoir (31249)      | 91. Labastide-Saint-Sernin (31252)   | 92. Labège (31254)                     |
| 93. Lacroix-Falgarde (31259)         | 94. Lagarde (31262)                 | 95. Lagraulet-Saint-Nicolas (31265)  | 96. Lanta (31271)                      |
| 97. Lapeyrouse-Fossat (31273)        | 98. Laréole (31275)                 | 99. Larra (31592)                    | 100. Lasserre-Pradère (31277)          |
| 101. Launac (31281)                  | 102. Launaguet (31282)              | 103. Lauzerville (31284)             | 104. Lavalette (31285)                 |
| 105. Layrac-sur-Tarn (31288)         | 106. Le Born (31077)                | 107. Le Burgaud (31093)              | 108. Le Cabanial (31097)               |
| 109. Le Castéra (31120)              | 110. Le Faget (31179)               | 111. Le Grès (31234)                 | 112. Léguevin (31291)                  |
| 113. Lespinasse (31293)              | 114. Lévignac (31297)               | 115. Loubens-Lauragais (31304)       | 116. Lux (31310)                       |
| 117. Mascarville (31325)             | 118. Mauremont (31328)              | 119. Maurens (31329)                 | 120. Maureville (31331)                |
| 121. Mauvaisin (31332)               | 122. Menville (31338)               | 123. Mérenvielle (31339)             | 124. Mervilla (31340)                  |
| 125. Merville (31341)                | 126. Mirepoix-sur-Tarn (31346)      | 127. Mondonville (31351)             | 128. Mondouzil (31352)                 |
| 129. Monestrol (31354)               | 130. Mons (31355)                   | 131. Montaigut-sur-Save (31356)      | 132. Montastruc-la-Conseillère (31358) |
| 133. Montberon (31364)               | 134. Montbrun-Lauragais (31366)     | 135. Montclar-Lauragais (31368)      | 136. Montégut-Lauragais (31371)        |
| 137. Montesquieu-Lauragais (31374)   | 138. Montgaillard-Lauragais (31377) | 139. Montgeard (31380)               | 140. Montgiscard (31381)               |
| 141. Montjoire (31383)               | 142. Montlaur (31384)               | 143. Montpitol (31388)               | 144. Montrabé (31389)                  |
| 145. Mourvilles-Basses (31392)       | 146. Mourvilles-Hautes (31393)      | 147. Nailloux (31396)                | 148. Nogaret (31400)                   |
| 149. Noueilles (31401)               | 150. Odars (31402)                  | 151. Ondes (31403)                   | 152. Paulhac (31407)                   |
| 153. Péchabou (31409)                | 154. Pechbonnieu (31410)            | 155. Pechbusque (31411)              | 156. Pelleport (31413)                 |
| 157. Pibrac (31417)                  | 158. Pin-Balma (31418)              | 159. Plaisance-du-Touch (31424)      | 160. Pompertuzat (31429)               |
| 161. Pouze (31437)                   | 162. Préserville (31439)            | 163. Prunet (31441)                  | 164. Puysségur (31444)                 |
| 165. Quint-Fonsegrives (31445)       | 166. Ramonville-Saint-Agne (31446)  | 167. Rebigue (31448)                 | 168. Renneville (31450)                |
| 169. Revel (31451)                   | 170. Rieumajou (31453)              | 171. Roquesérière (31459)            | 172. Rouffiac-Tolosan (31462)          |
| 173. Roumens (31463)                 | 174. Saint-Alban (31467)            | 175. Saint-Cézert (31473)            | 176. Sainte-Foy-d’Aigrefeuille (31480) |
| 177. Sainte-Livrade (31496)          | 178. Saint-Félix-Lauragais (31478)  | 179. Saint-Geniès-Bellevue (31484)   | 180. Saint-Germier (31485)             |
| 181. Saint-Jean (31488)              | 182. Saint-Jean-Lherm (31489)       | 183. Saint-Jory (31490)              | 184. Saint-Julia (31491)               |
| 185. Saint-Léon (31495)              | 186. Saint-Loup-Cammas (31497)      | 187. Saint-Marcel-Paulel (31501)     | 188. Saint-Orens-de-Gameville (31506)  |
| 189. Saint-Paul-sur-Save (31507)     | 190. Saint-Pierre (31511)           | 191. Saint-Pierre-de-Lages (31512)   | 192. Saint-Rome (31514)                |
| 193. Saint-Rustice (31515)           | 194. Saint-Sauveur (31516)          | 195. Saint-Vincent (31519)           | 196. Saussens (31534)                  |
| 197. Ségreville (31540)              | 198. Seilh (31541)                  | 199. Seyre (31546)                   | 200. Tarabel (31551)                   |
| 201. Thil (31553)                    | 202. Toulouse (31555)               | 203. Tournefeuille (31557)           | 204. Toutens (31558)                   |
| 205. Trébons-sur-la-Grasse (31560)   | 206. Vacquiers (31563)              | 207. Vallègue (31566)                | 208. Vallesvilles (31567)              |
| 209. Varennes (31568)                | 210. Vaudreuille (31569)            | 211. Vaux (31570)                    | 212. Vendine (31571)                   |
| 213. Verfeil (31573)                 | 214. Vieille-Toulouse (31575)       | 215. Vieillevigne (31576)            | 216. Vignaux (31577)                   |
| 217. Vigoulet-Auzil (31578)          | 218. Villariès (31579)              | 219. Villaudric (31581)              | 220. Villefranche-de-Lauragais (31582) |
| 221. Villematier (31583)             | 222. Villemur-sur-Tarn (31584)      | 223. Villeneuve-lès-Bouloc (31587)   | 224. Villeneuve-Tolosane (31588)       |
| 225. Villenouvelle (31589)           |                                     |                                      |                                        |

## Neuordnung der Arrondissements 2017

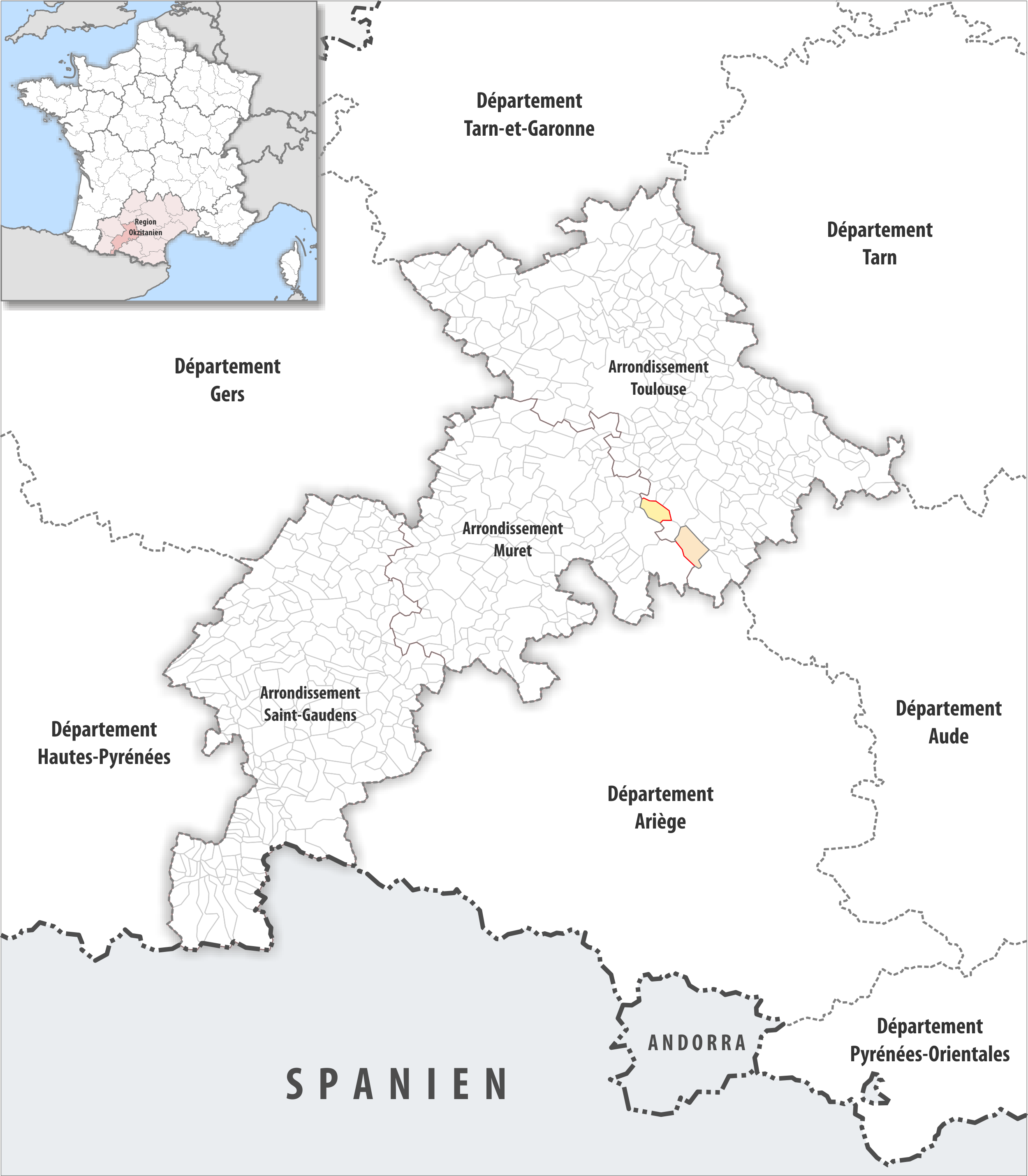
Arrondissementsanpassungen im Jahr 2017

Durch die Neuordnung der Arrondissements im Jahr 2017 wurde die Fläche der Gemeinde Aignes vom Arrondissement Muret in das Arrondissement Toulouse eingegliedert.
Dafür wechselte die Fläche der Gemeinde Auragne vom Arrondissement Toulouse zum Arrondissement Muret.

## Ehemalige Gemeinden seit 2015
bis 2017: Lasserre, Pradère-les-Bourguets